# Baronía de Estamira
La Baronía de Estamira o Stamira fue un feudo franco medieval del Principado de Acaya, ubicado en los fértiles valles de la región de Elis de la península del Peloponeso en Grecia, y con capital en la  ahora desaparecida fortaleza de Estamira (también llamada Estamirra, Stamirra, después Stamero o Stamiro, griego: Στάμηρον).

## Historia
La Baronía de Estamira no fue una de las baronías originales en las que el Principado de Acaya fue dividido por los cruzados después de la conquista del Peloponeso. Esta se creó en algún momento después de 1230, del territorio que originalmente formaba parte del dominio principesco. Comprendía 22 feudos y le fue concedido a Godofredo Chauderon, probablemente de origen champañés, que fue también gran condestable del Principado.  Godofredo murió en 1278, y fue sucedido en la Baronía y como condestable por su hijo Juan Chauderon. Una hija, por lo demás desconocida, también es mencionada, y que fue enviada a Constantinopla en 1261 como rehén a la corte bizantina. Aparte de Estamira, Juan también adquirió la posesión de Roviata y tierras en Italia, algunas de las cuales intercambió en 1289 con Hugo, conde de Brienne por la fortaleza de Beauvoir. Juan es conocido por haber tenido sólo una hija, Bartolomea, que le sucedió en algunos de sus dominios en 1294. El destino de la Baronía es incierta, pero parece que en algún momento se revirtió al dominio principesco; en 1315-1316 fue tomada por las fuerzas de Fernando de Mallorca.
Finalmente, en algún momento a finales del siglo XIV, posiblemente en 1370, el príncipe Felipe III cedió la Baronía, junto con el título del gran condestable, a Centurión I Zaccaria. La baronía permaneció en manos de los Zaccarias hasta el final del Principado a manos de los bizantinos del Despotado de Morea en 1429. Teodora Tocco, esposa del déspota Constantino Paleólogo, murió a Stameron/Estamira (a menudo confundido con el castillo de Santameri) en noviembre de 1429. El castillo de Estamira es registrado en ruinas en 1467; su ubicación es ahora olvidado, pero debería estar al este de Gastouni.